# 鹿児島県道25号鹿児島蒲生線
鹿児島県道25号鹿児島蒲生線（かごしまけんどう25ごう かごしまかもうせん）は鹿児島県鹿児島市から姶良市に至る県道（主要地方道）である。

## 概要
一部鹿児島県道16号鹿児島吉田線と鹿児島県道40号伊集院蒲生溝辺線と重複する。

### 路線データ
- 起点：鹿児島県鹿児島市照国町（照国町交差点、国道225号、鹿児島県道24号鹿児島東市来線起点）
- 終点：鹿児島県姶良市蒲生町上久徳（鹿児島県道40号伊集院蒲生溝辺線上、鹿児島県道42号川内加治木線交点）
- 延長：23.759 km[1]

## 歴史
- 1993年（平成5年）5月11日 - 建設省から、県道鹿児島蒲生線が鹿児島蒲生線として主要地方道に指定される[2]。

## 路線状況

### 重複区間
- 鹿児島県道16号鹿児島吉田線（鹿児島市宮之浦町）
- 鹿児島県道40号伊集院蒲生溝辺線（鹿児島市西佐多町・桑之丸交差点 - 姶良市蒲生町上久徳）

## 地理

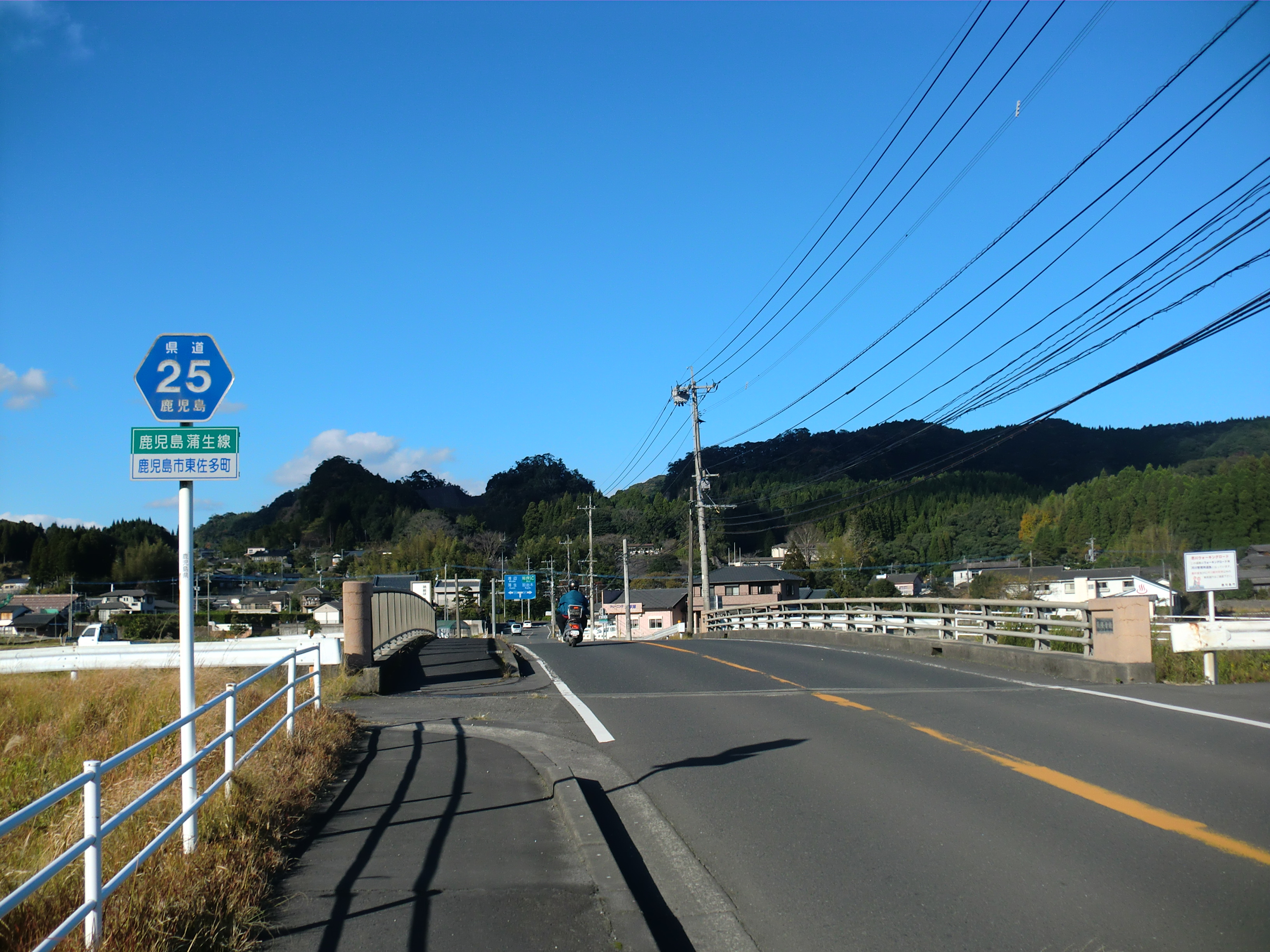
鹿児島市東佐多町

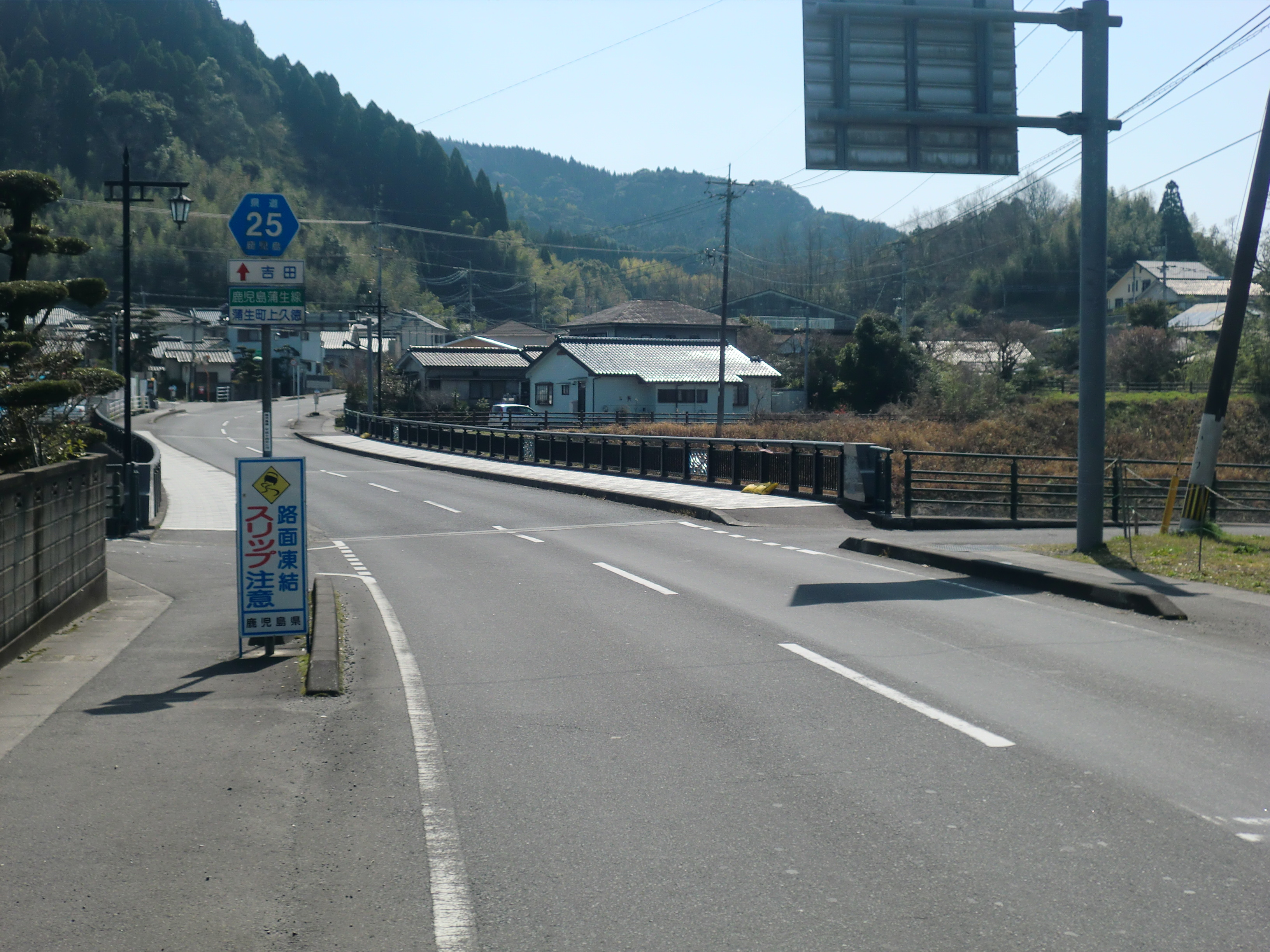
姶良市蒲生町上久徳

### 通過する自治体
- 鹿児島市
- 姶良市

### 交差する道路
| 交差する道路                                                           | 市町村名 | 交差する場所 | 交差する場所           |
| ---------------------------------------------------------------------- | -------- | ------------ | ---------------------- |
| 国道225号 鹿児島県道24号鹿児島東市来線                                 | 鹿児島市 | 照国町       | 照国町交差点 / 起点    |
| 国道58号                                                               | 鹿児島市 | 山下町       | 県文化センター前交差点 |
| 国道10号                                                               | 鹿児島市 | 上本町       | 上本町交差点           |
| 鹿児島県道208号坂元伊敷線                                              | 鹿児島市 | 坂元町       | 坂元住宅入口交差点     |
| 鹿児島県道209号帯迫下田線                                              | 鹿児島市 | 下田町       | 下田三文字交差点       |
| 鹿児島県道16号鹿児島吉田線 重複区間起点                                | 鹿児島市 | 宮之浦町     | 宮之浦交差点           |
| 鹿児島県道16号鹿児島吉田線 重複区間終点                                | 鹿児島市 | 宮之浦町     |                        |
| 鹿児島県道57号麓重富停車場線                                           | 鹿児島市 | 西佐多町     | 吉田町麓交差点         |
| 鹿児島県道40号伊集院蒲生溝辺線 重複区間起点                            | 鹿児島市 | 西佐多町     | 桑之丸交差点           |
| 鹿児島県道40号伊集院蒲生溝辺線 重複区間終点 鹿児島県道42号川内加治木線 | 姶良市   | 蒲生町上久徳 | 終点                   |

### 交差する鉄道
- 鹿児島本線
- 日豊本線

### 沿線
- 鹿児島坂元郵便局（鹿児島市坂元町）
- 鹿児島下田郵便局（鹿児島市下田町）
- 吉田郵便局（鹿児島市本名町）
- 鹿児島市立本城小学校（鹿児島市本城町）
- 鹿児島市立吉田北中学校（鹿児島市西佐多町）